# Mary Fallin
Mary Fallin, född 9 december 1954 i Warrensburg, Missouri, är en amerikansk republikansk politiker. Hon var guvernör i Oklahoma från 2011 till 2019.
Tidigare (2007–2011) representerade hon delstaten Oklahomas femte valkrets i USA:s representanthus och har varit viceguvernör i Oklahoma (1995–2007). Fallin var den första kvinnliga viceguvernören i Oklahomas historia. Fallin är även den första kvinnliga guvernören i Oklahoma.

## Karriär
Fallin studerade vid Oklahoma Baptist University, Oklahoma State University och University of Central Oklahoma fram till 1977.
Fallin besegrade demokraten David Hunter i mellanårsvalet i USA 2006. Hon omvaldes lätt två år senare.

## Guvernör i Oklahoma
Mary FalliHon kandiderade i guvernörsvalet i Oklahoma 2010 och vann. Den 10 januari 2011 tillträdde hon som guvernör i Oklahoma. Fallin omvaldes för ytterligare en mandatperiod den 4 november 2014 då hon besegrade demokraten Joe Dorman.
I en proklamation i september 2016 deklarerade Fallin 13 oktober 2016 att vara oljefältbönedag, den uppmanar kristna att "tacka Gud för välsignelsen skapad av olje- och naturgasindustrin och att söka hans visdom och be om skydd." Proklamationen lockade kritik eftersom det ursprungligen endast var begränsat till kristna. Följande dessa protester ändrade Fallin proklamationen att inkludera människor av "all tro."
I en intervju från april 2018 liknade Fallin lärare som krävde lönehöjningar med "en tonåring som vill ha en bättre bil" och hävdade att "antifa"(vänster extrema aktivister) var inblandade i en Oklahoma-lärares strejk; dessa kommentarer retade upp lärare.

### Allmän åsikt
En rapport från Morning Consult i mitten av 2018, mot slutet av Fallins sista mandatperiod, betecknade henne som "den mest opopulära guvernören i landet"; 19 procent av Oklahomas registrerade väljare godkände hennes jobbprestation, medan 74 procent ej godkände.

### Abortlagstiftning
I december 2016 tecknade Fallin i lag en proposition för att kräva att alla Oklahomas institutioner för hälsoreglerade enheter, inklusive restauranger, offentliga byggnader, sjukhus och småföretag, att installera anti-abortskyltar i sina offentliga toaletter i januari 2018. I propositionen finns ingen statlig finansiering för skyltarna, vilket kräver att företagen betalar den uppskattade kostnaden (uppskattas till 2.3 miljoner dollar).